# Castelvetere sul Calore
Castelvetere sul Calore – miejscowość i gmina we Włoszech, w regionie Kampania, w prowincji Avellino.
Według danych na 1 stycznia 2022 roku gminę zamieszkiwały 1503 osoby (748 mężczyzn i 755 kobiet).